# Theloderma
Theloderma é um género de anfíbios da família Rhacophoridae. Está distribuído por Sri Lanka, desde o nordeste da Índia até Mianmar e desde o sul da China através da Indochina e até à Malaia e Samatra.

## Espécies
- Theloderma albopunctatum (Liu & Hu, 1962)
- Theloderma annae Nguyen, Pham, Nguyen, Ngo & Ziegler, 2016
- Theloderma asperum (Boulenger, 1886)
- Theloderma auratum Poyarkov, Kropachev, Gogoleva & Orlov, 2018
- Theloderma baibengense (Jiang, Fei & Huang, 2009)
- Theloderma bicolor (Bourret, 1937)
- Theloderma corticale (Boulenger, 1903)
- Theloderma gordoni Taylor, 1962
- Theloderma horridum (Boulenger, 1903)
- Theloderma lacustrinum Sivongxay, Davankham, Phimmachak, Phoumixay & Stuart, 2016
- Theloderma laeve (Smith, 1924)
- Theloderma lateriticum Bain, Nguyen & Doan, 2009
- Theloderma leporosum Tschudi, 1838
- Theloderma licin McLeod & Norhayati, 2007
- Theloderma moloch (Annandale, 1912)
- Theloderma nagalandense Orlov, Dutta, Ghate & Kent, 2006
- Theloderma nebulosum Rowley, Le, Hoang, Dau & Cao, 2011[1]
- Theloderma palliatum Rowley, Le, Hoang, Dau & Cao, 2011[1]
- Theloderma petilum (Stuart & Heatwole, 2004)
- Theloderma phrynoderma (Ahl, 1927)
- Theloderma pyaukkya Dever, 2017
- Theloderma rhododiscus (Liu & Hu, 1962)
- Theloderma ryabovi Orlov, Dutta, Ghate & Kent, 2006
- Theloderma stellatum Taylor, 1962
- Theloderma truongsonense (Orlov & Ho, 2005)
- Theloderma vietnamense Poyarkov, Orlov, Moiseeva, Pawangkhanant, Ruangsuwan, Vassilieva, Galoyan, Nguyen & Gogoleva, 2015